# Ken Ralston
Kenneth « Ken » Ralston, né en 1954, est un artiste d'effets spéciaux américain.

## Biographie
Ancien d'Industrial Light & Magic, il travaille actuellement à Sony Pictures Imageworks.
Il a reçu quatre Oscars des meilleurs effets visuels pour Cocoon (1985), Qui veut la peau de Roger Rabbit (1988), La mort vous va si bien (1992) et Forrest Gump (1994) ainsi qu'un Oscar spécial pour Star Wars, épisode VI : Le Retour du Jedi (1983).

## Filmographie
- Star Wars, épisode VI : Le Retour du Jedi (1983)
- Retour vers le futur (1985)
- Cocoon (1985)
- Star Trek 4 : Retour sur Terre (1986)
- Qui veut la peau de Roger Rabbit (1988)
- Les Aventures de Rocketeer (1991)
- La mort vous va si bien (1992)
- Forrest Gump (1994)
- The Mask (1994)
- Jumanji (1995)
- Le Pôle express (2004)